# Rafael Orrego
Rafael Orrego González (1862 -2 de noviembre de 1936). Político chileno.
Hijo de Marcos Orrego Germendia y de Rafaela González. Se educó en el Instituto Nacional y luego en la Universidad de Chile.
Desde muy joven se distinguió como poeta y escritor, colaborando en la prensa periódica.
En 1875 insertó sus poesías en "La revista chilena". Publicó un volumen de poesías líricas con el título de "Hojas de un álbum" y una novela costumbrista con el nombre de "Genaro Mencíbar".
Se inició en la vida pública como oficial de la Legación de Chile en Argentina, primeramente, y de París después.
Abandonó la carrera diplomática para atender a las tareas agrícolas.
Fue miembro del partido Liberal y llegó a los más altos escalones en política.
Fue diputado por Caupolicán en el periodo 1900-1903; integró la Comisión Permanente de Educación y Beneficencia y la de Guerra y Marina. Reelecto por Caupolicán, para el periodo 1906-1909; fue presidente provisorio de la Cámara (15 de mayo de 1906) y presidente (16 de octubre de 1907).
Contó siempre con la confianza de los representantes del pueblo por la habilidad con que supo conducir sus debates.
Contribuyó con su iniciativa y su voto al despacho de innumerables leyes para el progreso de las instituciones del país.
Fue ministro de Estado en los gobiernos de los presidentes Federico Errázuriz Echaurren, Germán Riesco y Ramón Barros Luco, en los departamentos del Interior, de Relaciones Exteriores y de Industria y Obras Públicas.
En el Gabinete con que se inició el Gobierno de Barros Luco ocupó la Cartera de Relaciones, hasta que puestos de acuerdo los partidos de la Alianza, organizó el mismo señor Orrego, un gabinete político.
Fue también Consejero de los Ferrocarriles del Estado y presidente del Club de La Unión.

## Nota
- Artículo extraído de Historia Política Legislativa del Congreso Nacional de Chile (enlace roto disponible en Internet Archive; véase el historial, la primera versión y la última)., bajo licencia Creative Commons Atribución 3.0 Chile.

- Datos: Q6097776